# 潔米瑪·卡特林
潔米瑪·卡特林（英語：Jemima Catlin，1986年10月—）是英國插畫家，曾為2013年版《哈比人歷險記》繪製插圖。

## 生平
卡特林出生於英格蘭多塞特郡多切斯特，母親是藝術家和作家，父親則是專業攝影師。她曾就讀韋茅斯學院和伯恩茅斯藝術大學。
2010年11月受邀為托爾金小說《哈比人歷險記》繪製插圖，歷時兩年多。在繪製《哈比人歷險記》插圖時，她刻意讓自己只受托爾金本人的插畫影響，而不受其他作品影響。附有卡特林插圖的《哈比人歷險記》在2013年9月出版。
2016年，出版其創作和繪製插圖的兒童讀物《TomaToes》。

## 外部連結
- 官方网站（英文）
- 潔米瑪·卡特林的X（前Twitter）（英文）